# James Morris (homme politique)
Pour les articles homonymes, voir James Morris et Morris.
James George Morris, né le 4 février 1967 à Nottingham, est un homme politique britannique, membre du Parti conservateur.
Il est député pour Halesowen and Rowley Regis dans les West Midlands, en Angleterre de 2010 à 2024.

## Jeunesse et carrière
Il est né le 4 février 1967 à Nottingham et grandit dans le Nottinghamshire. Il a des racines dans le Black Country : son grand-père a travaillé dans les usines de Halesowen Steel dans les années 1930 et 1940, ses parents sont du Black Country et son oncle vit à Rowley Regis. 
Il fait ses études privées à Nottingham High School, une école indépendante pour garçons dans sa ville natale de Nottingham, suivie par l'Université de Birmingham, où il obtient un diplôme en littérature anglaise. Il entreprend ensuite des recherches de troisième cycle au Wadham College, Oxford. Il étudie ensuite à la Cranfield School of Management. 
Avant de s'engager dans la politique à Halesowen et Rowley Regis, Morris a une carrière dans les logiciels informatiques. En 2003, il fonde Mind the Gap, une campagne indépendante pour promouvoir l'action civique et encourager une plus grande implication de la base dans la politique. En 2004, il écrit une brochure intitulée - Change Starts Small - qui explique comment impliquer davantage la population locale dans la politique et soutient que le système politique britannique a besoin d'un changement fondamental. Il est marié à Anna et ils ont deux enfants . 
Avant les élections de 2010, il est le directeur général de Localis, un groupe de réflexion sur le gouvernement local, où la mission est de «stimuler et remettre en question l'orthodoxie actuelle de la gouvernance du Royaume-Uni». Pendant son passage dans le groupe de réflexion, Localis publie un certain nombre de rapports, dont The Million Vote Mandate, Can Localism Deliver?, Et For Good Measure, qu'il a tous dirigés. 

## Carrière parlementaire
Il est choisi comme candidat conservateur après que le candidat précédent, Nigel Hastilow, ait démissionné en novembre 2007 à la suite des remarques affirmant que les avertissements du discours des "rivières de sang" d'Enoch Powell en 1968 s'étaient révélés exacts. 
Il siège au comité des collectivités et des gouvernements locaux entre 2010 et 2014. Il soulève des questions sur l'avenir de l'abbaye de Halesowen au Parlement.
Il est PPS d'Esther McVey mais démissionne de son poste en janvier 2015 afin de voter pour un changement dans la loi qui nécessiterait un permis de construire pour démolir ou changer l'utilisation des pubs locaux. 
Il est opposé au Brexit avant le référendum de 2016 mais depuis lors, a toujours voté pour le départ du Royaume-Uni.